# Wynter Gordon
Diana Eve Paris Gordon, mer känd under artistnamnet Wynter Gordon, född 25 augusti 1985 i New York, är en amerikansk sångerska och låtskrivare. 

## Karriär
Wynter Gordon har samarbetat med flera kända artister och blev känd år 2009 för låten "Sugar" som hon framförde tillsammans med den amerikanska rapparen Flo Rida. Hon har även släppt låtar med bland andra Freemasons, Mr. Vegas, Marvin Priest och Steve Aoki. Förutom den internationella hitlåten med Flo Rida blev låten "Believer" med Freemasons framgångsrik i Storbritannien och låten "Take Me Away" med Marvin Priest framgångsrik i Australien.
Wynter Gordons första solosingel var "Dirty Talk" som kom år 2010 och blev en internationell hit. Den nådde första plats i både USA och Australien, samt andra plats i Nya Zeeland. Hennes nästa två singlar "Til Death" och "Buy My Love" blev också hits i USA och även de framgångsrika i Australien. Hennes debutsoloalbum With the Music I Die släpptes den 17 juni 2011. Albumet blev framgångsrikt i Australien där det nådde plats 25 på albumlistan.

## Diskografi

### Soloalbum
- 2011 – With the Music I Die

### Solosinglar
- 2010 – "Dirty Talk"
- 2011 – "Til Death"
- 2011 – "Buy My Love"